# Picaflors dorsibrú
El picaflors dorsibrú (Dicaeum everetti) és un ocell de la família dels diceids (Dicaeidae).

## Hàbitat i distribució
Habita boscos i vegetació secundària de les terres baixes al sud de Malaia, illes Riau i nord de Borneo, incloent illes properes.